# Garcigrande

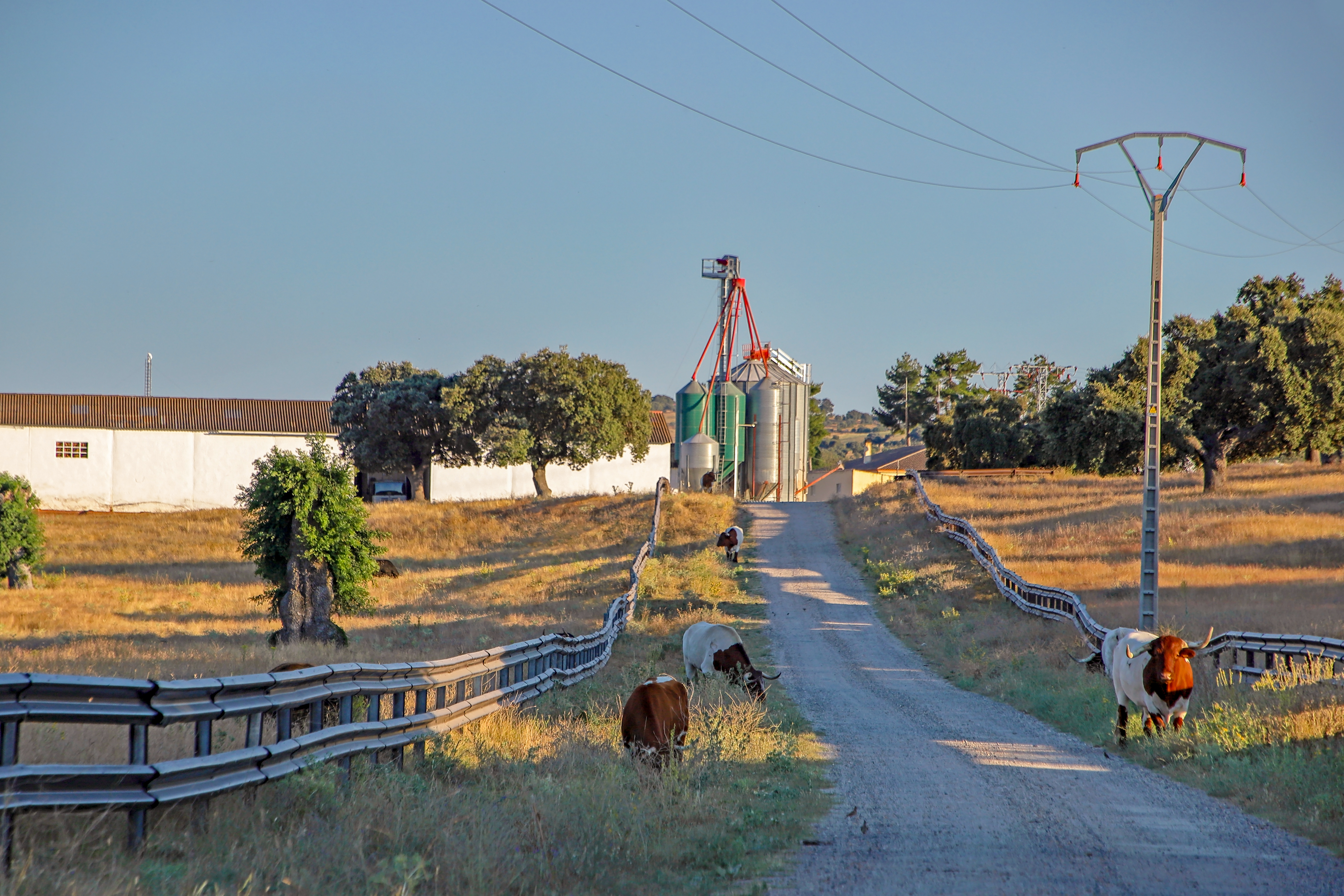
Finca de Garcigrande

Garcigrande es una localidad del municipio de Alaraz, en la provincia de Salamanca, España. Se integra dentro de la comarca de la Tierra de Peñaranda. Pertenece al partido judicial de Peñaranda y a la Mancomunidad Margañán.

## Historia
Su fundación se remonta a los procesos repobladores llevados a cabo por los reyes leoneses en la Alta Edad Media, denominándose en el siglo XIII Garci Grand, quedando integrado en el cuarto de Cantalberque de la jurisdicción de Alba de Tormes, dentro del Reino de León en lo civil y de la Diócesis de Salamanca en lo eclesiástico, teniendo en el siglo XV el nombre de Garçigrande. Con la creación de las actuales provincias en 1833, quedó encuadrado en la provincia de Salamanca, dentro de la Región Leonesa, formando parte del partido judicial de Alba de Tormes hasta su integración en el de Salamanca.

## Demografía
En 2018 Garcigrande contaba con una población de 3 habitantes, de los cuales 1 era hombre y 2 mujeres (INE 2018).
| Gráfica de evolución demográfica de Garcigrande entre 2000 y 2018                        |
|                                                                                          |
| Fuente: Instituto Nacional de Estadística de España - Elaboración gráfica por Wikipedia. |